# 金山谷乗越
金山谷乗越（かなやまだにのっこし）は、丹沢山地西部、神奈川県相模原市緑区と足柄上郡山北町の境に位置する標高1,300mあまりの峠（鞍部）である。

## 概要
丹沢主稜縦走路中にある峠であり、檜洞丸の約1km東側に位置する。縦走路中で最も崩壊が進んでいる箇所であり、崩壊地を巻くように鉄梯子や木道がかけられている。乗越（のっこし）とは山岳地帯にあるような小さな峠を指す言葉で、神之川（道志川の支流）上流部の金山谷（かなやまだに）がこの峠に突き上げていることから金山谷乗越と呼ばれる。縦走路のほかに峠付近から金山谷西側の稜線をたどって神ノ川の広河原へ下る登山道もあるが、痩せ尾根や崩壊地が多く、不明瞭な箇所もあるので、登山熟練者以外の通行は避けたほうが良い。

## 周辺の山
| 山容 | 名称       | 標高（m） | 金山谷乗越からの 方角と距離（km） | 備考               |
| ---- | ---------- | --------- | --------------------------------- | ------------------ |
|      | 大室山     | 1,588     | 北西 5.6                          | 山梨百名山         |
|      | 犬越路     | 1,060     | 西北西 3.9                        | 丹沢主稜最低地点   |
|      | 檜洞丸     | 1,601     | 西 1.0                            |                    |
|      | 金山谷乗越 | 1,300     | 0                                 |                    |
|      | 神ノ川乗越 | 1,250     | 東 0.6                            | かんのがわのっこし |
|      | 臼ヶ岳     | 1,460     | 東 1.1                            |                    |
|      | 蛭ヶ岳     | 1,673     | 東北東 2.5                        | 神奈川県最高峰     |

## 周辺の山小屋

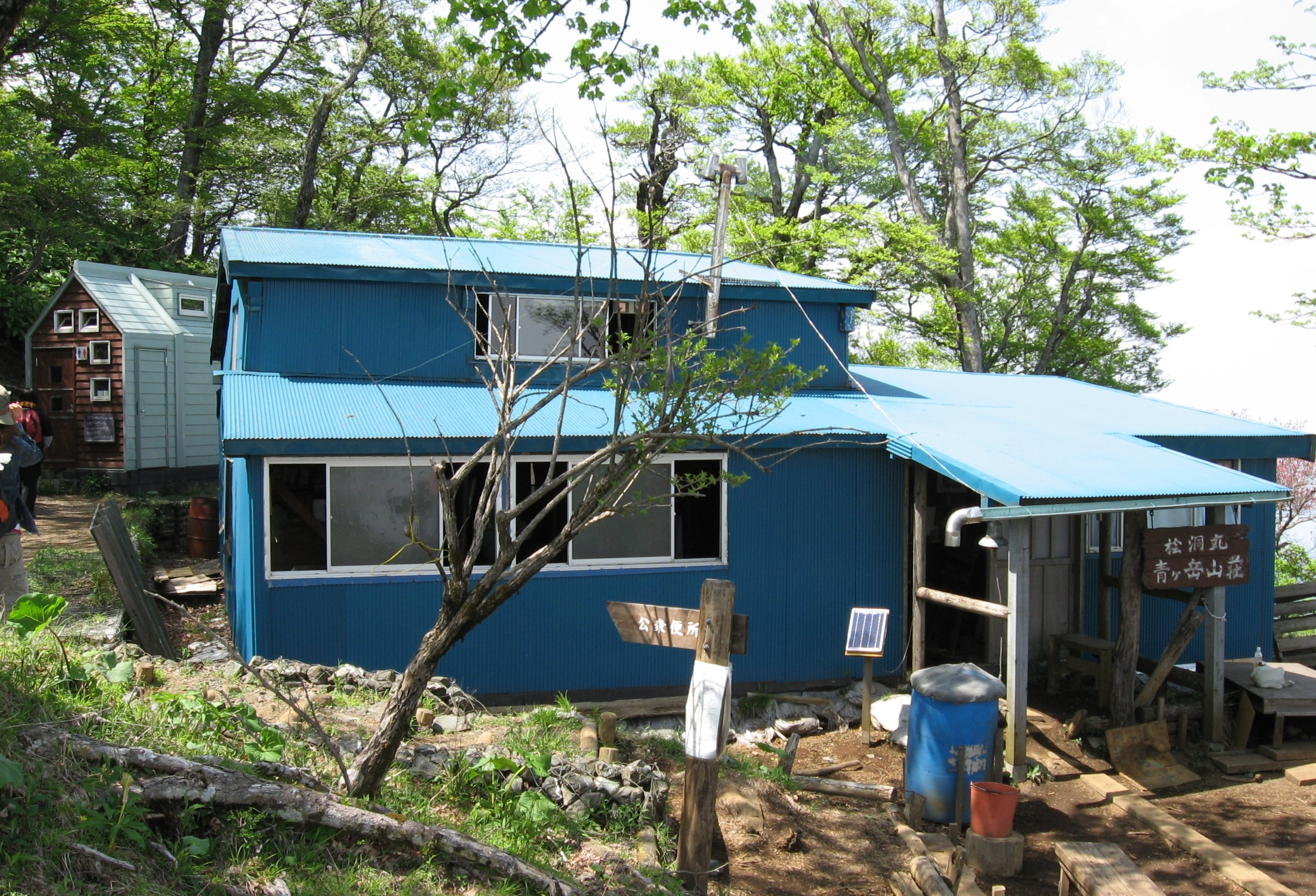
檜洞丸山頂東側にある青ヶ岳山荘。2003年、山荘の横に公衆トイレ（左、50円のチップ制）が設置された。

最寄りの山小屋は檜洞丸の山頂東側にある青ヶ岳山荘（有人小屋）であるが、檜洞丸以西の山域の山小屋は無人小屋であり、甲相国境尾根方面へ縦走する際は寝具や自炊具などの登山装備が必要となる。
| 画像 | 名称           | 位置             | 金山谷乗越からの 方角と距離（km） | 備考                 |
| ---- | -------------- | ---------------- | --------------------------------- | -------------------- |
|      | 青ヶ岳山荘     | 檜洞丸山頂付近   | 西 0.9                            | 有人小屋             |
|      | 犬越路避難小屋 | 犬越路           | 西北西 3.9                        | 無人小屋・トイレあり |
|      | 加入道避難小屋 | 加入道山山頂付近 | 西北西 7.1                        | 無人小屋・トイレなし |
|      | 畦ヶ丸避難小屋 | 畦ヶ丸山頂付近   | 西 7.4                            | 無人小屋・トイレあり |
|      | 蛭ヶ岳山荘     | 蛭ヶ岳山頂       | 東北東 2.5                        | 有人小屋             |
|      | みやま山荘     | 丹沢山山頂       | 東 4.5                            | 有人小屋             |